# 썸머 워즈
《썸머 워즈》(일본어: サマーウォーズ)는 2009년 8월 1일에 개봉한 일본의 애니메이션 영화이다.

## 개요
《시간을 달리는 소녀》로 화제의 인물이 된 호소다 마모루의 첫 장편 오리지널 작품. 호소다 감독 이외에도, 각본 오쿠데라 사토코, 캐릭터 디자인에 사다모토 요시유키를 기용하여 《시간을 달리는 소녀》의 스탭이 다시금 모이게 되었다.
무대가 된 나가노현 우에다시의 풍경을 세세하게 담고 있다. 우에다 시에는 호소다 감독의 부인의 친가가 있으며, 호소다 감독이 부인의 친가를 방문했을 때 느꼈던 <일본의 전통풍경>을 이미지했다고 한다.
2009년 8월 1일에 개봉하여 4개월 동안 롱런하였으며, 총 동원관객은 123만명(일본기준)을 넘겼다. 또 2010년 3월 3일에 발매된 블루레이 디스크는 첫주에 5만 4천을 팔아치우며 주간 랭킹 1위를 장식한다. DVD 부문에서도 종합 랭킹 첫주에 5만 5천 장으로 순위권에 입성하는 쾌거를 보여주었다.

## 줄거리
지구의 네트워크 OZ 시스템 아르바이트를 하던 겐지와 친구는 교고짱 나츠키 선배를 만난다.나츠키가 할머니 생신을 같이 가줄 사람을 구하는데 겐지가 간다고 해서 간다.그런데 할머니에게 인사를 드린 후,나츠키가 겐지에게 4일동안만 엘리트 남친이 되라고 말한다.겐지는 어쩔 수 없이 수락한다. 그리고,겐지는 밤에 잠이 안 와 OZ 이메일로 2056숫자가 왔는데 겐지는 수학실력으로 그것을 푼다. 그리고 다음 날 아이들 두 명이 깨우더니 뉴스에 겐지 얼굴이 나오면서 "어젯밤 오지 해킹이 일어났죠"라며 겐지가 범인이라며 그런다. 그리고 겐지가 오지에 들어가보려 하지만 불가능.그리고 카즈마한테 달려가는데,컴퓨터 좀 쓰겠다며 친구에게 컴퓨터로 전화가 오는데 "어젯밤 누가 해킹했다는데 너가 풀었냐"라고 말한다. 그리고 그 해킹 숫자 앞이 뭐냐고 했는데 8이라며 맞다고 한다.친구가 일단 예비 아바타 '다람쥐 아바타'를 만들고 OZ에 접속하는데 겐지 아바타 모습의 미친 아바타가 OZ 어카운트 2명을 먹고 러브머신으로 변신한다.킹카즈마(컴 빌려준 얘,오지 격투 1등)가 오고 둘이 싸우는데 킹카즈마가 지고 만다.
그리고,러브머신 개발만 한 와비스케가 온다."난 개발만 했지,미군에게 비싸게 팔았는데 OZ를 이용한 시험일줄이야"라고 말한다. 그리고 할머니는 화가 나 와비스케를 죽이려고 하지만 못 한다. 그리고 새벽 5시 할머니가 죽는다.원래같으면 기계에 알림이 떠야 되지만 OZ 때문에 죽었다고 한다.이 사실을 안 와비스케는 바로 달려간다. 그리고 러브머신을 막을 방법을 찾았다.그 작전은 실패했고 나츠키와 사람들과 각성 러브머신과 화투를 하는데 나츠키가 이기고 싸이코겐지아바타가 이라와시를 여기로 추락하겠다고 한다. 그리고 겐지는 암호를 두 번 푸는데 그 놈이 계속 되돌린다.킹카즈마는 겐지를 도우려고 놈을 쫓아간다(와비스케가 방어력 제로로 만듬) 겐지는 너무 놀란 탓에 암산을 하는데 맞춰서 빗나간다.

## 등장인물

### 주요 인물
- 코이소 켄지(17세)

성우: 카미키 류노스케(일본) 최승훈(한국)
사용하는 아바타: 곰의 귀를 단 인간형 아바타 <켄지> 노란색 다람쥐 (임시)
구온지 고교 물리학부 소속 2학년. 국제수학 올림피아드 일본대표 선발전에 참가한적이 있을정도로 수학실력이 뛰어나다. 평소 짝사랑하는 나츠키 선배를 따라왔다 엘리트 남자친구 행세라는 생각치도 못한 거짓말을 하는가 하면 네트워크 암호를 해킹해버리는 등 살면서 두번다시 못겪을 파란만장한 일을 겪게된다. 자세한 가정사는 나오지 않았지만 작중 언급에 의하면 아버지는 해외에 단신부임중이며 어머니 역시 일때문에 바쁜지라 집에서 혼자 생활하고 있다고 한다.
- 시노하라 나츠키(18세)

성우: 사쿠라바 나나미(일본) 정혜옥(한국)
사용하는 아바타: 사슴의 귀를 한 하카마를 입은 인간형 <나츠키>
구온지 고교 검도부 소속 3학년생. 출중한 미모로 남자들한테 인기가 많으며 겐지의 짝사랑 상대다. 어느날, 겐지와 그의 친구가 아르바이트중인 물리학부실에 찾아와 아르바이트생이 필요하다고 했고 겐지를 데려오게 됐다. 그리고 겐지에게 스펙 빵빵한 남자친구 행세를 시켰다가 다음날, 해킹사태로 거짓말이 들통나면서 겐지와 같이 집안 어른들에게 혼이 난다. 집안 사람들이 싫어하는 와비스케를 오랫동안 짝사랑해왔으며 화투 실력이 뛰어나다.
- 진노우치 와비스케(41세)

성우: 사이토 아유무(일본) 성완경(한국)
사카에 남편과 다른 여자 사이에서 태어난 집안의 사생아. 더군다나 집안의 재산을 들고 10년째 종적을 감추었다가 사카에의 90번째 생일날에야 돌아왔다. 그리고 나중에 밝혀진 바에 의하면 자신이 개발한 초대형 AI 러브머신이 OZ를 해킹했다고 한다. 이런 이유로 집안사람들은 그를 냉대하지만 오래전부터 그를 짝사랑하고 있던 나츠키만은 예외였다. 나중에는 자신이 만든 AI로 인해 사카에가 죽었다는 사실을 알고는 이를 속죄하고자 OZ를 원래대로 만드려는 일에 앞장선다.
- 진노우치 사카에(90세)

성우: 후지 스미코(일본) 최문자(한국)
사용하는 아바타: 기러기가 그려진 진노우치 가의 문장 <사카에>
진노우치 가의 16대 당주. 증손자 나츠키가 학교 후배를 데려와 거짓말을 친걸 알고는 처음에는 엄하게 혼을 냈지만 나중에는 교제를 허락해준다. 평소 지병을 앓고있어서 병이 재발할 때마다 휴대폰으로 OZ 알림이 오지만 해킹사태로 OZ가 먹통이 되어버리는 바람에 재발한 병세를 이기지 못하고 세상을 떠나버렸다. 이는 진누오치 가문 사람들이 OZ를 없애기위해 화합하는 계기가 된다.

### 진노우치 일가
이케자와 카즈마
목소리 연기 : 타니무라 미츠키, 양정화
13살. OZ속 컴퓨터 격투게임의 세계 챔피언인 토끼형 아바타 <킹 카즈마>의 주인이다.
OZ를 통해 진노우치 만스케에게서 소림권법을 배우게 되면서부터 만스케를 <스승>이라고 부르고 있다.
게임 개발에도 재능을 보여, 많은 게임의 특허를 취득하기도 했다.
시노하라 카즈오
목소리 연기 : 사사키 무츠미, 김국진
55세. 나츠키의 아버지로 도쿄의 수도국 공무원이다.
시노하라 유키코
목소리 연기 : 카나자와 에이코, 박리나
47세. 진노우치 가에서 시노하라 가로 시집간 나츠키의 어머니.
아바타는 꿀벌 모습을 한 여자아이.
진노우치 마리코
목소리 연기 : 노부사와 미에코, 안경진
71세. 본가의 살림을 책임지는 전업주부이며 사카에의 장녀이다.
태양 같은 모습의 아바타를 사용한다.
진노우치 리카
목소리 연기 : 타마가와 사키코, 김보영
42세. 마리코의 장녀로, 우에다 시청에서 근무하고 있으며 독신이다.
만두머리를 한 아바타를 사용
진노우치 리치
목소리 연기 : 키리모토 타쿠야, 김기흥
41세. 마리코의 장남으로 육상 자위대 소속. 도쿄의 이치가야 주둔지에서 근무하고 있는 경장갑기동차의 운전수이다.
아바타는 연녹색의 수수께끼 생물.
진노우치 만스케
목소리 연기 : 나가이 이치로, 이종구
70세. 사카에의 차남으로 니가타 항구에서 수산업 경영을 하고 있다.
손자인 카즈마에게 소림사권법을 OZ를 통해 가르친 <스승>이기도 하다. 료헤이의 준준결승 진출 축하를 가장하며 오징어와 오징어와 오징어를 가져온 아저씨.
몸소 배를 내어 고기잡이하는 현역 어부이며 소림사권법 사범급의 내공을 가진 육체파. 아바타는 오징어 닌자.
진노우치 타스케
목소리 연기 : 코바야시 타카시, 이장우
45세. 만스케의 장남으로 진노우치 전파상의 주인으로 인근 지역의 소매부터 공공시설 납품까지 폭넓게 영업하고 있다. 쇼타의 아버지
아바타는 뱀장어에 카우보이의 옷을 입힌 듯한 것을 사용.
진노우치 쇼타
목소리 연기 : 시미즈 유타카, 이호산
21세. 진노우치 타스케의 장남으로 경찰관이다. 나츠키의 재종오빠가 되며, 나츠키를 어렸을 적부터 소중히 여겨왔다.
그런 이유로 갑작스런 켄지의 등장을 못마땅해한다. 일본 마즈다사의 흰색 RX-7(FD3S)를 가지고 있다. 원숭이형 경찰 아바타를 사용.
진노우치 나오미
목소리 연기 : 야마가타 가오리, 안경진
42세. 만스케의 장녀이며 한 번 이혼한 경험이 있는 도시적 미인. 표범의 느낌이 나는 여자 아바타를 사용.
이케자와 키요미
목소리 연기 : 타무라 타가메, 김새해
39세. 만스케의 차녀. 나고야시에서 사회복지사로 일하고 있다. 카즈마의 엄마로 현재 임신 8개월이다.
카즈마의 여동생이 얼마 뒤면 태어날 예정. 양의 모습을 한 아바타를 사용.
진노우치 만사쿠
목소리 연기 : 나카무라 타다시, 장승길
68세. 진노우치 가의 삼남으로 내과의사다.
사카에의 몸 상태를 휴대전화로 관리하는 등, 사카에의 건강 상태를 늘 신경쓰고 있으며 진찰과 약의 처방도 본인이 하고 있다.
술을 먹으면 야한 이야기를 자주 꺼내 친척들로부터 변태 할아범이라는 별명이 붙었다.
약 캡슐 같은 모양을 한 아바타를 사용.
진노우치 요리히코
목소리 연기 : 타나카 요우지, 선호제
45세. 마츠모토시의 소방서에서 구급 구명사로 근무하고 있다.
만사쿠의 장남이며 로봇 개의 모습을 한 아바타를 사용.
진노우치 노리코
목소리 연기 : 타니가와 키요미, 김율
37세. 요리히코의 부인. 장난끼 가득한 아이들 때문에 항상 애먹고 있다. 팬더 모습을 한 아바타를 사용.
진노우치 신고
목소리 연기 : 이마이 유우키, 박리나
6세. 요리히코의 장남. 유헤이와 사이가 좋다.
아바타는 마음대로 그린 고양이 느낌의 아바타를 사용.
진노우치 마오
목소리 연기 : 모로호시 스미레, 정혜원
9세. 요리히코의 장녀. 신칸센에 날개가 달린 모습의 아바타를 사용.
진노우치 쿠니히코
목소리 연기 : 나카무라 하시야, 선호제
42세. 스와시의 소방서에서 소방대장으로 근무하고 있다. 만사쿠의 차남이며 개의 모습을 한 아바타를 사용.
진노우치 나나
목소리 연기 : 타카쿠 치구사, 이소은
32세. 쿠니히코의 부인이며 신혼이다. 쿠니히코와 같은 개의 모습을 한 아바타이지만 어린애가 낙서한 것처럼 보인다.
진노우치 카나
목소리 연기 : 미나가와 히나노
2세. 쿠니히코의 장녀. 아바타는 사람의 모습을 한 식물.
진노우치 카츠히코
목소리 연기 : 이타쿠라 마츠타카, 현경수
40세. 우에다시의 소방서에서 근무하는 인명구조대원. 만사쿠의 삼남이며 개와 완강기 합친 듯한 아바타를 사용.
진노우치 유미
목소리 연기 : 나카 리이사, 윤여진
38세. 카츠히코의 부인. 장남인 료헤이의 고교야구 시합 결과에 일희일우 한다. 펭귄형 아바타를 사용.
진노우치 료헤이
목소리 연기 : 아다치 나오토, 강호철
17세. 카츠히코의 장남. 우에다 고교의 에이스 투구.
진노우치 유헤이
목소리 연기 : 오타 리키토, 김영은
7세. 카츠히코의 차남. 신고와 장난을 잘 친다. 해바라기 아바타를 사용.
진노우치 쿄헤이
목소리 연기 : 박리나
0세. 카츠히코의 3남. 우유병 아바타를 사용.
사쿠마 타카시
목소리 연기 : 요코카와 타카히로
17세. 켄지의 동급생. 켄지와 함께 구온지 고교 물리부에 소속.
도트로 그려진 원숭이 아바타를 사용.
하야테
진노우치 가에서 키우는 개.

## 용어
OZ
인터넷 속의 가상세계. 쇼핑, 공공업무, 회사 업무결제, 스포츠 등, 현실세상과 다를 바 없는 생활을 보낼 수 있다. 전 세계 사람들이 모여있지만 여러 언어를 실시간으로 통역해 주기 때문에 외국인과도 대화를 나눌 수 있다.
러브머신
해킹AI. OZ 사용자의 계정을 흡수해 능력을 증폭시키고 흡수한 계정이 가진 권한을 사용하여 전 세계 시스템을 마비시킨다.
아라와시
지구귀환 중인 소혹성 탐사선. 러브머신에게 탈취당한다. 모델은 소혹성 탐사기인 하야부사.

## 제작 스탭
- 감독: 호소다 마모루
- 각본: 오쿠데라 사토코
- 캐릭터 디자인: 사다모토 요시유키
- 아바타 디자인: 오카자키 다카시
- OZ디자인: 가미조 안리
- 작화 감독: 아오야마 히로유키, 후지타 시게루, 하마다 구니히코, 오자키 카즈타카
- 액션 작화 감독: 니시다 다쯔조
- 미술 감독: 타케시게 요지
- 음악: 마쓰모토 아키히코
- 주제가: 마쓰모토 다쯔로
- 애니메이션 제작: 매드하우스

## 주제가
《우리들의 여름의 꿈》/ 야마시타 타츠로

## 에피소드
- 야마모토 히로무, 타니가와 나가루, 오츠이치, 무라카미 타카시, 야마자키 타카시, 스즈키 토시오, 츠츠이 야스타카, 하라 케이치, 미야네 세이지, 우치야마 리나, 카사하라 켄지, 오바야시 노부히코, 우타마루, 이가 다이스케에게서 공식 홈페이지를 통해 응원 메시지가 도착했다.
- 나가노 현 우에다 시를 배경으로 삼았다. 실제로 사용된 장면에서도 우에다 시내에 실제로 존재하는 명소나 풍경, 공공시설물이 등장한다.
- 작품의 시간대는 개봉연도에서 약 1년후인 2010년 7월 하순에서 8월로 되어있다.
- 작품의 핵심이기도 한 진노우치 가문의 모델은 호소다 감독의 아내의 친가. 사카에는 호소다의 할머니와 프로듀서인 마루야마 마사오. 제작의 계기는 호소다 감독이 결혼식 후에 아내의 친척들이 벌여준 서프라이즈 파티에 깜짝 놀란 경험을 토대로 했다고 한다.[1] "당시에 부모를 모두 여의고 혼자였기 때문에 아내의 가족들에게서 깊은 유대감을 느꼈다"고 얘기했다.[2]
- 작품의 진노우치 가문 역사의 모델은 마찬가지로 우에다 지역을 근거지로 삼았던 사나다 가문으로 우에다 전투를 모티브했다고 한다.
- 작품의 히로인인 시노하라 나츠키는 ASCII의 컴퓨터 잡지인 <주간 아스키>의 2009년 8월 18, 25일호 표지를 장식했다.
- 뉴스속보나 고교야구 실황중계 장면이 등장하는 씬이 많아서 아나운서 역할로 실제 아나운서 13명을 기용했다고 한다(전부 니혼TV 소속).
- 첫날 무대인사의 진행을 맡았던 니혼TV 아나운서 사토 료코는 작품의 첫머리에서 이야기의 핵심이기도 한 <OZ>의 설명을 하는 나레이션으로 출연했다.
- 설정집에서는 러브머신의 개발처가 미국 카네기 메론대학 로보틱스 연구소로 되어있다.
- 2009년 9월 9일에 민주당대표 하토야마 유키오씨는 사회민주당, 국민신당과의 연립정권수립합의 후에 마츠이 코우지 참의원의 권유로 도내 영화관에서 썸머 워즈를 관람했다.

## 관련 작품

### 만화화

#### 스기모토 이쿠라 판
2009년 7월에 창간된 〈영 에이스〉에서 만화판이 연재중이고, 영화 개봉에 맞춰 단행본 제1권이 출판됐다.

#### 우에다 유메히토 판
또한, 〈월간 콤프 에이스〉 2009년 9월호부터, 우에다 유메히토의 스핀오프 만화 《서머 워즈 킹·카즈마 vs퀸·오즈》가 연재되고 있다.

### 노벨라이즈
- 《썸머 워즈》 이와이 쿄헤이 저, 가도카와 문고 (2009년 7월 25일 발매) ISBN 978-4-04-428822-8
- 《썸머 워즈》 마기타 요헤이 저, 가도카와 츠바사 문고 (2009년 8월 15일 발매)

### 가이드 북
- 《썸머 워즈 공식 가이드 북 SUMMER DAY MEMORY》 뉴타입판, 가도가와 쇼텐 （2009년 7월 28일 발매）ISBN 978-4-04-854377-4

### CD
- 《썸머 워즈 오리지널・사운드 트랙》 vap (2009년 7월 29일 발매)

## 같이 보기
- 사이버펑크
- 메타버스
- 다중 에이전트 시스템